# The Sheik (Film)
The Sheik ist ein kanadischer Dokumentarfilm von Igal Hecht aus dem Jahr 2014. Der Independent-Film, der überwiegend durch Crowdfunding finanziert wurde, handelt von dem Wrestler Hossein Khosrow Vaziri, besser bekannt unter seinem Ringnamen The Iron Sheik.

## Handlung
Der Film zeigt zunächst chronologisch die Karriere von Hossein Vaziri, der im Iran geboren wurde. Dabei erzählt nicht nur er selbst von seinem Leben, sondern auch Wrestler wie Hulk Hogan, Dwayne Johnson, Mick Foley und Bret Hart kommen zu Wort und schildern ihre Eindrücke und den Einfluss, den Vaziri auf ihre eigene Karriere hatte.
In seiner Jugend beginnt er mit dem Ringen, bei dem er einige Erfolge hat, anschließend dient er in der Iranischen Armee, sogar als Leibwächter des Schah. Nach den Olympischen Sommerspielen 1968 immigriert er in die Vereinigten Staaten, wo er unter Verne Gagne Profi-Wrestler wird und zu den Top-Heels seiner Zeit aufsteigt. Der Höhepunkt ist erreicht, als er Interim-Champion wird, damit Bob Backlund nicht gegen Hulk Hogan antreten muss. So ist er für 28 Tage WWF-Champion und gibt den Titel dann an Hogan weiter. Damit hat er einen großen Anteil an der sogenannten „Hulkamania“ und dem Aufstieg der World Wrestling Federation (WWF) in den 1980ern zum Marktführer.
Das Ende seiner Karriere bei der WWF wird eingeleitet durch einen Zwischenfall bei einer Reise. Er wird zusammen mit Jim Duggan verhaftet. Duggan als Fahrer war stark alkoholisiert und bei Vaziri wurde Kokain gefunden. Neben der strafrechtlichen Komponente war dies auch ein Verstoß gegen das Kayfabe, da Jim Duggan als Babyface nicht mit einem Heel wie dem Sheik reisen durfte. Während Duggan mit einer Suspendierung davonkam, wurde Vaziri entlassen und arbeitete von da an nur bei den Independents. Der Film springt dann ins Jahr 2006 und lässt seine mehrmalige Rückkehr in die WWF aus.
2006 ist der Iron Sheik ein gebrochener Mann. Der Familienmensch hat drei Jahre zuvor eine Tochter verloren, die von ihrem damaligen Freund ermordet wurde. Vaziri ist außer Kontrolle. Schon in den 1980ern kein Kind von Traurigkeit ist er drogen- und alkoholabhängig, aggressiv und launisch. Chronisch pleite versucht er von seinem alten Ruhm zu profitieren, indem er Autogrammstunden in Restaurants abhält. Auch um seine Ehe ist es nicht gut bestellt. Zusammen mit seinen beiden Freunden und Fans Jian und Page Magen versucht Igal Hecht, der Regisseur des Films, sein Idol wieder auf die rechte Bahn zu bringen. Er vermittelt ihm eine Radioshow und versucht ihn von den Drogen wegzubringen. Erst als sich seine Frau von ihm trennt und er in eine kleine Wohnung zieht, beginnt er wieder Fuß zu fassen. Er trainiert wieder und kann seine Ehe kitten.
Mit dem Aufkommen von YouTube wird er zum Internet-Phänomen. Er kommentiert aktuelles Geschehen, im Wrestling oder auch politische Themen, in seinem gebrochenen Englisch, unterlegt mit wüsten Beschimpfungen. Dies dehnt er auf Twitter und erreicht so eine ganze Generation neuer Fans.

## Hintergrund
Der Film wurde per Crowdfunding über die Plattform Indiegogo finanziert. Er entstand über sechs Jahre, in denen das Filmteam Vaziri begleitete. Ziel war ein ungeschönter Blick auf den Wrestler, der alle Höhen und Tiefen seines Lebens zeigt.
Die Premiere des Films fand am 26. April 2014 auf dem Hot Docs Film Festival statt. Ab dem 9. Mai 2014 war er als Download auf der offiziellen Website erhältlich. Später wurde er vor allem als VOD vermarktet. Am 7. September 2015 erschien er in Großbritannien als DVD. In Deutschland ist der Film nur über Streaming oder als Import erhältlich.

## Rezeption
Auf IGN besprach Matt Fowler den Film wohlwollend. Es sei eine ergreifende Geschichte über eine Larger-Than-Life-Persönlichkeit, die herzzerreißende Momente und tragische Aspekte mit den wilden Road-Stories von Vaziri mische. Julia Bembenek bewertete den Film für die Website Undertheradar.com ebenfalls eher positiv. Der Film lebe vor allem von Vaziri, der sympathisch porträtiert werde und eine starke Präsenz zeige. Allerdings habe der Film auch einen gewissen werblichen Aspekt, zumal sein Social-Media-Manager zu den Filmemachern gehört. Genauso besprach ihn auch Adam A. Donaldson 2014 bei seinem Review für Wegotthiscovered.com. Insbesondere das letzte Drittel des Films sei ein regelrechter Werbefilm für Vaziris Online-Aktivitäten.